# Śluza Perkuć
Śluza Perkuć – dziesiąta śluza na Kanale Augustowskim (licząc od strony Biebrzy). Znajduje się ona w pobliżu Rezerwatu Perkuć.
Wybudowana w latach 1827–1828 przez ppor. Juliana Piędzickiego pomiędzy Jeziorem Krzywym a jeziorem Mikaszewo.

## Dane techniczne
- Położenie: 63 kilometr kanału
- Różnica poziomów: 2,91 m
- Długość: 43,5 m
- Szerokość: 6,02 m
- Wrota: drewniane
- Lata budowy: 1827–1828
- Kierownik budowy: Julian Piędzicki